# Salix inamoena
Salix inamoena — вид квіткових рослин із родини вербових (Salicaceae).

## Морфологічна характеристика
Це невеликий кущ. Гілочки тонкі; молоді гілочки білі або жовтуваті, запушені, гладкуваті. Листкова ніжка іржаво запушена; Листкова пластинка еліптична, 20–45 × 10–22 мм, абаксіально (низ) зеленувата або білувата, жовтувато чи іржаво запушена, адаксіально яскраво-зелена, в молодості жовто запушена вздовж жилок, край нечітко залозисто-зубчастий, верхівка загострена. Чоловіча сережка циліндрична, 20–60 × 3–5(7) мм. Чоловіча квітка: тичинок 2; пиляки жовті. Жіночі сережки 8–10 мм ушир. Коробочка червоно-коричнева, яйцювато-довгаста, до 4 мм.

## Середовище проживання
Юньнань. Населяє долини, схили гір, узбіччя доріг; на висотах ≈ 2000 метрів.